# Polsag
Polsag er navnet på et fejlslagent it-projekt hos Rigspolitiet i årene 2007-2012. It-systemet, der aldrig nåede længere end til pilotdrift pga. tekniske problemer, blev kasseret fuldstændigt i februar 2012, selvom der på det tidspunkt var brugt over en halv milliard kroner på projektet. Et forlig med leverandøren af systemet, det store it-firma CSC, betød, at Rigspolitiet fik 40 millioner kroner tilbage.
Polsag var et sagshåndteringssystem og skulle afløse det teknisk forældede Polsas-system hos politiet. Behovet for et nyt it-system blev dokumenteret i eksterne rapporter og i årene 2004-2006 blev projektet sat i gang og tildelt ekstra bevillinger fra Folketinget. Leverandøren CSC blev valgt og kontrakten underskrevet i begyndelsen af 2007. 
Med Polsag skulle politiet have en moderne it-platform, der i første omgang skulle være en forbedret og fuldt digital udgave af Polsas, men på længere sigt gøre det muligt at blive koblet direkte på it-systemer i for eksempel retsvæsenet. I forhold til Polsas skulle Polsag også gøre det muligt for alle landets politikredse at arbejde digitalt på samme sag. Det er ikke muligt i Polsas, som er et lukket system inden for hver kreds. 
Udviklingen af Polsag blev forsinket flere gange, dels på grund af tekniske problemer hos leverandøren CSC, men også fordi forsinkelserne i sig selv betød, at systemet skulle ændres på grund af for eksempel lovændringer. I december 2010 kom det i pilotdrift på Bornholm, landets mindste politikreds med 80 betjente. Her klagede betjentene over lange svartider og mange andre problemer med Polsag, og indførelsen af det nye it-system gav så store problemer, at antallet af sygemeldinger steg kraftigt på grund af stress. En ekstern undersøgelse af systemet i efteråret 2011 var meget kritisk over for kvaliteten af CSC's arbejde med Polsag, og vurderingen lød, at det ville kræve meget store resurser at rette op på Polsag. 
Den eksterne vurdering, forfattet af konsulentfirmaet Globeteam, fik i februar 2012 justitsminister Morten Bødskov til at beslutte, at Polsag-projektet skulle lukkes helt ned. Dermed stod dansk politi tilbage med det gamle Polsas-system.
Omkring årsskiftet 2014/15 gik Rigspolitiet i udbud for at anskaffe en afløsning til Polsas. Udbuddet blev dog aflyst, da Rigspolitiet vurderede, at de ikke havde ressourcer til at gennemgå tilbud, vælge en løsning og implementere denne. I 2017 er udbuddet endnu ikke genåbnet.